# Мороз, Нина Павловна
Ни́на Па́вловна Моро́з (укр. Ніна Павлівна Мороз; 18 ноября 1930, Солоница, Лубенский район — 16 февраля 2009, Засулье, Полтавская область) — колхозница, звеньевая колхоза имени Жданова Лубенского района Полтавской области, Украинская ССР. Герой Социалистического Труда (1977).

## Биография
Родилась 18 ноября 1930 года в крестьянской семье в селе Солоница Лубенского района. Получила среднее образование в школе родного села, которую окончила в 1946 году. Потом работала в колхозе имени Жданова Лубенского района в свекловодческом звене, которым руководила её мать. Будучи 16-летнем подростком приняла от неё руководство этим колхозным коллективом. В дальнейшем возглавляла звено до выхода на пенсию.
В 1972 году была награждена Орденом Ленина за выдающиеся трудовые достижения, Участвовала во Всесоюзной выставке ВДНХ, где была награждена золотой медалью. В 1977 году свекловодческое звено под её руководством собрало в среднем по 680 центнеров сахарной свеклы с каждого гектара на участке площадью 70 гектаров. На двух других участках, где работало звено Нины Мороз, было собрано соответственно по 580 и 620 центнеров сахарной свеклы с каждого гектара. В 1977 году удостоена звания Героя Социалистического Труда «за большие успехи, достигнутые во Всесоюзном социалистическом соревновании, проявленную трудовую доблесть при выполнении планов и социалистических обязательств по увеличению производства и продажи государству зерна и других продуктов земледелия в 1977 году».
Участвовала в художественной самодеятельности. Была одним из инициаторов создания хора-звена народной песни имени Нины Мороз. Позднее этот музыкальный коллектив был переименован в хор «Древо» (Дріво). Хор выступал на сценах различных городов СССР и озвучил мультипликационный фильм «Жил-был пёс».
В 1990 году вышла на пенсию. Скончалась в 2009 году в селе Засулье Лубенского района.

## Награды
- Герой Социалистического Труда — указом Президиума Верховного Совета СССР от 22 декабря 1977 года
- Орден Ленина — дважды (1972, 1977)
- Золотая медаль ВДНХ